# Lipogenys gillii
Lipogenys gillii es una especie monotípica del género de peces Lipogenys.

## Descripción
Se trata de una especie que cuenta con 6-8 espinas dorsales, 4-5 radios blandos dorsales, 44-58 espinas anales, 67-68 radios blandos anales y 228-234 vértebras. Presenta una cola delgada, la boca es relativamente diminuta, los labios con pliegues gruesos, papilas carnosas, aleta dorsal de base corta y aleta anal alargada. La cavidad bucal es de color marrón amarillento claro, algunas especies suelen presentar un color marrón pálido en la cámara branquial. La especie mide aproximadamente 50 cm de longitud (19,68 pulgadas).

## Distribución
Se distribuye por la parte del Atlántico noroeste, en Nueva Escocia y el cañón del Hudson. También reportada en el Pacífico sudoeste, en Australia. Especie marina batidemersal cuyo rango de profundidad es 400-2000 m donde se alimenta de material orgánico alojado en sedimentos.